# Oxtjärnen (Svartnäs socken, Dalarna)
Oxtjärnen är en sjö i Falu kommun i Dalarna och ingår i Gavleåns huvudavrinningsområde.